# S/2004 S 4
S/2004 S 4 je provizorní označení objektu obíhajícího Saturn jehož existence nebyla dosud potvrzena. Objekt byl pozorován uvnitř Saturnova F prstence v červnu 2004 při snaze o potvrzení existence objektu S/2004 S 3, který byl spatřen o 5 hodin dříve vně F prstence. Pozorování bylo oznámeno v září 2004. 
I přesto, že se uskutečnilo několik pokusů však nebyl objekt znovu pozorován. Neobjevila ho ani zobrazovací sekvence z listopadu 2004. Proto je možné, že šlo pouze o dočasný chomáč materiálu, který mezitím zmizel. 
Rovněž je možný výklad, že objekty S/2004 S 3 a S/2004 S 4 jsou ve skutečnosti jeden objekt. Tento by mohl obíhat v trochu jiném sklonu než F prstenec, takže ve skutečnosti nedochází k průchodu objektu prstencem, přestože byl objekt pozorován jak radiálně vstupuje do prstence a zase z něj vystupuje. 
Pokud existuje byl by objekt S/2004 S 4 velký asi 3-5 kilometrů.